# 8224-es mellékút (Magyarország)
A 8224-es számú mellékút egy majdnem 14 kilométer hosszú, négy számjegyű mellékút Győr-Moson-Sopron vármegye déli részén, a Sokorói-dombságban. Mezőörs és Pannonhalma, illetve a 81-es és 82-es főutak összekötését szolgálja. A pannonhalmi főapátság legjobb megközelíthetőségét biztosítja Székesfehérvár és térsége felől.

## Nyomvonala
Mezőörs központjában ágazik ki a 81-es főútból, annak 61+400-as kilométerszelvénye táján, dél felé. A Nyalkai utca nevet viseli, és alig 200 méter után nyugatabbnak fordul. Bő fél kilométer után elhagyja a település utolsó házait is; 2,5 kilométer után elhalad Gughpuszta külterületi településrész déli szélén, majd 3,3 kilométer után kiágazik belőle észak felé a 82 118-as út, Pér-Mindszentpusztára.
Az 5. kilométere táján egy szakaszon Mezőörs és Nyalka határvonalát kíséri, de nem sokkal később már teljesen nyalkai területen jár, a község lakott részeit pedig 5,7 kilométer után éri el. Rákóczi út néven húzódik a keleti falurészben, a központban találkozik a 8222-es úttal, pár lépésnyi közös szakaszuk következik, majd a 8224-es nyugat felé folytatódik, Arany János utca néven. A 7. kilométere táján ki is lép a belterületről, 8,9 kilométer után pedig átlépi Pannonhalma határát.
A határvonalnál egyúttal egy alsóbbrendű út is kiágazik belőle délnyugat felé: ez a 82 121-es út, amely a kisváros legdélebbi fekvésű lakott részeit (Tóthegy, Illakalja stb.) tárja fel, végül a tabáni városrészben a 8225-ös útba torkollik. A belterület keleti szélét a 8224-es út nagyjából 9,2 kilométer után éri el, a 10. kilométere előtt beletorkollik a Pázmándfalu központjától idáig vezető 82 119-es út, nem sokkal ezután pedig elhalad a Pannonhalmi Bencés Főapátság impozáns ingatlanegyüttese és a pannonhalmi arborétum között.
Kevéssel a 12. kilométere előtt érkezik meg Pannonhalma főterére, a Szabadság térre, régebben feltehetőleg itt találkozott az észak felől beletorkolló 8223-as és a délről idáig húzódó 8225-ös utakkal. Jelenlegi állapotában, úgy tűnik, a 8223-assal nem érintik egymást, a 8225-ös pedig egy háztömbnyivel nyugatabbra torkollik bele, ugyanoda torkollik Écs felől a 82 122-es út is. A folytatásban a neve Petőfi Sándor utca, így keresztezi a belterület nyugati szélén, 12,8 kilométer után a Győr–Veszprém-vasútvonalat is, Pannonhalma vasútállomás déli szélénél. A 82-es főútba beletorkollva ér véget, annak 57+850-es kilométerszelvénye közelében.
Teljes hossza, az országos közutak térképes nyilvántartását szolgáló kira.gov.hu adatbázisa szerint 13,702 kilométer.

## Települések az út mentén
- Mezőörs
- Nyalka
- Pannonhalma